# Attila Mocsi
Attila Mocsi (Sokolce, 29 maggio 2000) è un calciatore ungherese, difensore del Çaykur Rizespor.

## Caratteristiche tecniche
È un difensore centrale.

## Carriera

### Club
Cresciuto nel settore giovanile del Fehérvár, debutta in prima squadra il 2 giugno 2018 in occasione dell'incontro di Nemzeti Bajnokság I perso 2-1 contro il Diósgyőr.

### Nazionale
Ha giocato nelle nazionali giovanili ungheresi Under-17 ed Under-19.
Nel 2021 viene convocato dalla nazionale under-21 per il campionato europeo di categoria; il 24 marzo scende in campo nel match della fase a gironi contro la Germania.
Il 26 marzo 2024 esordisce in nazionale maggiore nell'amichevole vinta 2-0 contro il Kosovo.

## Statistiche
Statistiche aggiornate al 24 marzo 2021.

### Presenze e reti nei club
| Stagione            | Squadra             | Campionato          | Campionato | Campionato | Coppe nazionali | Coppe nazionali | Coppe nazionali | Coppe continentali | Coppe continentali | Coppe continentali | Altre coppe | Altre coppe | Altre coppe | Totale | Totale | Totale |
| Stagione            | Squadra             | Comp                | Pres       | Reti       | Comp            | Pres            | Reti            | Comp               | Pres               | Reti               | Comp        | Pres        | Reti        | Pres   | Reti   |        |
| ------------------- | ------------------- | ------------------- | ---------- | ---------- | --------------- | --------------- | --------------- | ------------------ | ------------------ | ------------------ | ----------- | ----------- | ----------- | ------ | ------ | ------ |
| 2017-2018           | Videoton            | NB1                 | 1          | 0          | CU              | 0               | 0               | UEL                | 0                  | 0                  |             | -           | -           | 1      | 0      |        |
| 2019-2020           | Budaörs             | NB2                 | 10         | 0          | CU              | 0               | 0               |                    | -                  | -                  |             | -           | -           | 10     | 0      |        |
| 2020-2021           | Haladás             | NB2                 | 34         | 2          | CU              | 2               | 0               |                    | -                  | -                  |             | -           | -           | 36     | 2      |        |
| 2021-gen. 2022      | Haladás             | NB2                 | 20         | 0          | CU              | 0               | 0               |                    | -                  | -                  |             | -           | -           | 20     | 0      |        |
| Totale Haladás      | Totale Haladás      | Totale Haladás      | 54         | 2          |                 | 2               | 0               |                    | -                  | -                  |             | -           | -           | 56     | 2      |        |
| gen.-giu. 2022      | Zalaegerszeg        | NB1                 | 9          | 0          |                 | -               | -               |                    | -                  | -                  |             | -           | -           | 9      | 0      |        |
| 2022-2023           | Zalaegerszeg        | NB1                 | 30         | 0          | CU              | 6               | 1               |                    | -                  | -                  |             | -           | -           | 36     | 1      |        |
| lug.-ago. 2023      | Zalaegerszeg        | NB1                 | 4          | 0          |                 | -               | -               | UECL               | 2                  | 0                  |             | -           | -           | 6      | 0      |        |
| Totale Zalaegerszeg | Totale Zalaegerszeg | Totale Zalaegerszeg | 43         | 0          |                 | 6               | 1               |                    | 2                  | 0                  |             | -           | -           | 51     | 1      |        |
| Totale carriera     | Totale carriera     | Totale carriera     | 108        | 2          |                 | 8               | 1               |                    | 2                  | 0                  |             | -           | -           | 118    | 3      |        |

### Cronologia presenze e reti in nazionale
| Cronologia completa delle presenze e delle reti in nazionale ― Ungheria | Cronologia completa delle presenze e delle reti in nazionale ― Ungheria | Cronologia completa delle presenze e delle reti in nazionale ― Ungheria | Cronologia completa delle presenze e delle reti in nazionale ― Ungheria | Cronologia completa delle presenze e delle reti in nazionale ― Ungheria | Cronologia completa delle presenze e delle reti in nazionale ― Ungheria | Cronologia completa delle presenze e delle reti in nazionale ― Ungheria | Cronologia completa delle presenze e delle reti in nazionale ― Ungheria |
| Data                                                                    | Città                                                                   | In casa                                                                 | Risultato                                                               | Ospiti                                                                  | Competizione                                                            | Reti                                                                    | Note                                                                    |
| ----------------------------------------------------------------------- | ----------------------------------------------------------------------- | ----------------------------------------------------------------------- | ----------------------------------------------------------------------- | ----------------------------------------------------------------------- | ----------------------------------------------------------------------- | ----------------------------------------------------------------------- | ----------------------------------------------------------------------- |
| 26-3-2024                                                               | Budapest                                                                | Ungheria                                                                | 2 – 0                                                                   | Kosovo                                                                  | Amichevole                                                              | -                                                                       | 88’                                                                     |
| Totale                                                                  |                                                                         | Presenze                                                                | 1                                                                       |                                                                         | Reti                                                                    | 0                                                                       |                                                                         |

## Palmarès

### Club

#### Competizioni nazionali
- Coppa d'Ungheria: 1

Zalaegerszeg: 2022-2023